# Acatlán de Pérez Figueroa
Acatlán de Pérez Figueroa là một đô thị thuộc bang Oaxaca, México. Năm 2005, dân số của đô thị này là 42347 người.